# UV Seduzione fatale
UV Seduzione fatale (U.V.) è un film del 2007 diretto da Gilles Paquet-Brenner.

## Trama
Boris è un giovane e affascinante ragazzo che si presenta in una villa di una ricca famiglia, sita su di un'isola della costa francese. Il giovane si presenta come amico di Philip, uno dei figli della famiglia, e grazie al suo carattere riesce a sedurre tutta la famiglia: il padre, la madre e le due avvenenti figlie.
Apparentemente l'unico che non si fa sedurre da Boris è il cognato di Philip, Andrè Pierre, il quale inizia a sospettare del ritardo nell'arrivo di Philip.
Dopo un po' di scontri con Andrè Pierre, finalmente in un'uscita in città, Philip si fa vivo al telefono con suo cognato ed assieme tornano alla villa, ma senza Boris, che successivamente pare sia stato ucciso.
In realtà Boris non è morto, tanto che riesce a tornare alla villa. Infine, il padre di Philip gli spara dalla finestra.